# Chili op de Olympische Zomerspelen 1988
Chili nam deel aan de Olympische Zomerspelen 1988 in Seoul, Zuid-Korea. Het was de zestiende deelname van het land. Atleet Gert Weil was de vlaggendrager bij de openingsceremonie.
Er namen 17 sporters (16 mannen en 1 vrouw) deel in zes olympische sportdisciplines. Acht mannen namen voor de tweede keer deel. In de atletiek werd voor de zestiende keer deelgenomen, in de schietsport voor de twaalfde keer, in de moderne vijfkamp en het roeien voor de vijfdemaal, in het zeilen voor de derdemaal en voor het eerst werd deelgenomen in het tafeltennis, de zeventiende sportdiscipline waarin Chili in uitkwam. 
Aan de zeven behaalde medailles tot nu toe, behaald in 1928 (1), 1952 (2) en 1956 (4), werd er na zes medailleloze edities weer een aan toegevoegd. Schutter Alfonso de Iruarrizaga won zilver op het onderdeel skeet.

## Medailleoverzicht
| Sport       | Olympiër               | Onderdeel | Medaille |
| ----------- | ---------------------- | --------- | -------- |
| Schietsport | Alfonso de Iruarrizaga | skeet     | Zilver   |

## Deelnemers en resultaten

### Atletiek
| Olympiër (deelname) | Onderdeel              | Resultaat | Prestatie                                                   |
| ------------------- | ---------------------- | --------- | ----------------------------------------------------------- |
| Carlos Moreno       | 100m (m)               | 58e       | serie 8: 4de in 10,70                                       |
| Carlos Moreno       | 200m (m)               | 58e       | serie 7: 5de in 22,13                                       |
| Pablo Squella       | 800m (m)               | 17e       | serie 4: 2de in 1.48,99 kwartfinale 3: 5de in 1.46,45       |
| Omar Aguilar (2)    | marathon (m)           | DNF       | niet gefinisht                                              |
| Emilio Ulloa (2)    | 3000m steeplechase (m) | DNF       | serie 2: niet gefinisht                                     |
| Gert Weil (2)       | kogelstoten (m)        | 6e        | kwalificatie groep A: 4de met 20,18m finale: 6de met 20,38m |

### Moderne vijfkamp
| Olympiër                                     | Onderdeel | Resultaat | Prestatie |
| -------------------------------------------- | --------- | --------- | --- |
| Gerardo Cortes                               | mannen    | 57e       | paardensport: 31ste in 1.40,11 (950 punten) schermen: 30ste met 31 overwinningen (762 punten) zwemmen: 52ste in 3.41,34 (1104 punten) schietsport: 63ste met 167 punten (406 punten) atletiek: 52ste in 14.37,63 (934 punten) totaal: 4156 punten |
| Ricardo Falconi                              | mannen    | 55e       | paardensport: 24ste in 1.33,96 (980 punten) schermen: 62ste met 20 overwinningen (575 punten) zwemmen: 50ste in 3.40,46 (1112 punten) schietsport: 60ste met 182 punten (736 punten) atletiek: 54ste in 14.44,71 (913 punten) totaal: 4316 punten |
| Julio Fuentes                                | mannen    | 54e       | paardensport: 51ste in 2.01,41 (782 punten) schermen: 63ste met 19 overwinningen (548 punten) zwemmen: 42ste in 3.34,52 (1156 punten) schietsport: 17de met 192 punten (956 punten) atletiek: 58ste in 14.54,52 (883 punten) totaal: 4325 punten  |
| Gerardo Cortes Ricardo Falconi Julio Fuentes | team (m)  | 18e       | paardensport: 11de met 2712 punten schermen: 18de met 1885 punten zwemmen: 16de met 3372 punten schietsport: 18de met 2098 punten atletiek: 17de met 2730 punten totaal: 12797 punten                                                             |

### Roeien
| Olympiër (deelname)                   | Onderdeel       | Resultaat | Prestatie                                            |
| ------------------------------------- | --------------- | --------- | ---------------------------------------------------- |
| Alejandro Rojas (2) Marcelo Rojas (2) | dubbel-twee (m) | 14e       | serie 1: 5de in 6.33,23 herkansingen: 4de in 6.48,72 |

### Schietsport
| Olympiër (deelname)        | Onderdeel | Resultaat | Prestatie                                                    |
| -------------------------- | --------- | --------- | ------------------------------------------------------------ |
| Alfonso de Iruarrízaga (2) | skeet     | Zilver    | kwalificatie: 1ste met 149 punten finale: 2de met 198 punten |

### Tafeltennis
| Olympiër                  | Onderdeel      | Resultaat | Prestatie |
| ------------------------- | -------------- | --------- | --- |
| Jorge Gambra              | enkelspel (m)  | 49e       | groep E: 7de V van KOR Kim: 1-3 V van SWE Persson: 0-3 V van JPN Saito: 0-3 V van IND Mehta: 0-3 V van BUL Domuschiev: 2-3 V van POL Molenda: 1-3 W van EGY El-Saket: 3-0                                                   |
| Marcos Núñez              | enkelspel (m)  | 49e       | groep H: 7de V van YUG Lupulesku: 0-3 V van JPN Ono: 0-3 V van HKG Liu: 0-3 V van KOR Kim: 0-3 V van URS Mazunov: 0-3 V van ITA Costantini: 0-3 W van JAM Jones: 3-1                                                        |
| Jorge Gambra Marcos Núñez | dubbelspel (m) | 25e       | groep D: 7de V van KOR Nam-Kyu/Jae-Hyung: 0-2 V van POL Grubba/Kuchars: 0-2 V van FRG Fetzner/Roßkopf: 0-2 V van JPN Saito/Watanabe: 0-2 V van HKG Tsung/Veng: 0-2 V van BRA Kano/Kawai: 0-2 W van NGR Adeyemo/Bankole: 2-1 |
|                           |                |           | |
| Jacqueline Díaz           | enkelspel (v)  | 33e       | groep H: 5de V van KOR Hong: 0-3 V van FRG Nemes: 0-3 V van NED Hooman-Kloppenburg: 0-3 V van HUN Bátorfi: 0-3 W van NGR Akanmu: 3-1                                                                                        |

### Zeilen
| Olympiër (deelname)                                    | Onderdeel | Resultaat | Prestatie                         |
| ------------------------------------------------------ | --------- | --------- | --------------------------------- |
| Germán Schacht Manuel González (2) Rodrigo Zuazola (2) | soling    | 20e       | 145 punten: (18-14-19-DNF-18-DNF) |

Afghanistan · Algerije · Amerikaanse Maagdeneilanden · Amerikaans-Samoa · Andorra · Angola · Antigua en Barbuda · Argentinië · Aruba · Australië · Bahama’s · Bahrein · Bangladesh · Barbados · België · Belize · Benin · Bermuda · Bhutan · Birma · Bolivia · Bondsrepubliek Duitsland · Botswana · Brazilië · Britse Maagdeneilanden · Brunei · Bulgarije · Burkina Faso · Canada · Centraal-Afrikaanse Republiek · Chili · China · Chinees Taipei · Colombia · Congo-Brazzaville · Cookeilanden · Costa Rica · Cyprus · Denemarken · Djibouti · Dominicaanse Republiek · Duitse Democratische Republiek · Ecuador · Egypte · El Salvador · Equatoriaal-Guinea · Fiji · Filipijnen · Finland · Frankrijk · Gabon · Gambia · Ghana · Grenada · Griekenland · Groot-Brittannië · Guam · Guatemala · Guinee · Guyana · Haïti · Honduras · Hongarije · Hongkong · Ierland · IJsland · India · Indonesië · Irak · Iran · Israël · Italië · Ivoorkust · Jamaica · Japan · Joegoslavië · Jordanië · Kaaimaneilanden · Kameroen · Kenia · Koeweit · Laos · Lesotho · Libanon · Liberia · Libië · Liechtenstein · Luxemburg · Malawi · Malediven · Maleisië · Mali · Malta · Marokko · Mauritanië · Mauritius · Mexico · Monaco · Mongolië · Mozambique · Nederland · Nederlandse Antillen · Nepal · Nieuw-Zeeland · Niger · Nigeria · Noord-Jemen · Noorwegen · Oeganda · Oman · Oostenrijk · Pakistan · Panama · Papoea-Nieuw-Guinea · Paraguay · Peru · Polen · Portugal · Puerto Rico · Qatar · Roemenië · Rwanda · Saint Vincent en de Grenadines · Salomonseilanden · Samoa · San Marino · Saoedi-Arabië · Senegal · Sierra Leone · Singapore · Soedan · Somalië · Sovjet-Unie · Spanje · Sri Lanka · Suriname · Swaziland · Syrië · Tanzania · Thailand · Togo · Tonga · Trinidad en Tobago · Tsjaad · Tsjecho-Slowakije · Tunesië · Turkije · Uruguay · Vanuatu · Venezuela · Verenigde Arabische Emiraten · Verenigde Staten · Vietnam · Zaïre · Zambia · Zimbabwe · Zuid-Jemen · Zuid-Korea · Zweden · Zwitserland